# Grb Dubrovačko-neretvanske županije
Grb Dubrovačko-neretvanske županije usvojen je 5. ožujka 1996. Nalazi se i u sredini zastave spomenute županije. Sadrži stari dubrovački grb iz 11. stoljeća, modeliran i promijenjene simbolike. Sličan grb ima mjesto i na grbu Hrvatske.
Četiri bijele grede na ovom grbu predstavljaju tri rijeke DNŽ te najvažniju,Neretvu. Neretvanska dolina predstavljena je trupicom, tradicionalnim plovilom korištenim na ušću spomenute rijeke. U trećoj četvorini nalazi se grb Korčule, tj. gradske zidine i kule, njihovu čvrstoću i snagu. Na zastavi je grb obrubljen zlatnom bojom, što simbolizira bogatu prošlost dubrovačkog kraja.